# Alfred Welby
Alfred Cholmeley Earle Welby, né le 12 août 1849 et mort le 18 mai 1937, est un homme politique britannique du parti conservateur. 
Après une carrière militaire où il atteint le grade de lieutenant-colonel, il devient député de la circonscription de Taunton au Parlement britannique de 1895 à 1906. Il est membre de l'Ordre de l'Empire britannique.
En 1906 il se présente dans la circonscription de East Finsbury (en) où il est battu.
Il siège au Conseil du comté de Londres de 1907 à 1910.

## Jeunesse
Alfred Cholmeley Earle Welby est né à Denton dans le Lincolnshire. Il est le plus jeune fils de Sir Glynne Welby, 3e baronnet.
En 1867, il entre dans l'Armée britannique. Il est promu capitaine en 1876 et lieutenant-colonel en 1892.
En 1896, il assiste au couronnement du tsar Nicolas II.

## Carrière politique
Alors qu'il est toujours dans l'armée, Welby se présente sans succès dans la circonscription de Grantham à l'élection parlementaire de 1885. Il est finalement élu en 1895 à Taunton sans opposition. Il est réélu aux élections de 1900 mais pas à celles de 1906.
Il est secrétaire du Royal Patriotic Fund Corporation de 1914 à 1920.
Il meurt le 18 mai 1937.